# Carol Anastasescu
Carol Anastasescu (n.  ?) (n. 2 martie 1918, com. Cocargeaua (astăzi Borcea), jud. Călărași - d. 2005) a fost un pilot român de aviație, as al Aviației Române din cel de-al Doilea Război Mondial.
Sublocotenentul av. Carol Anastasescu a fost decorat cu Ordinul „Virtutea Aeronautică” cu spade, clasa Crucea de Aur (16 februarie 1944) „pentru destoinicia dovedită în luptele de[l]a Don și Stalingrad unde a executat 25 misiuni de vânătoare și 6 bombardamente în picaj” și clasa Crucea de Aur cu o baretă (16 februarie 1944) pentru că „în calitate de șef de patrulă, a interceptat grupul de avioane inamice de bombardament, reușind ca patrula sa să obțină 4 victorii aeriene. A căzut în flăcări grav rănit”.
A fost înaintat (în 1944 sau ulterior) la gradul de locotenent aviator.

## Decorații
- Ordinul „Virtutea Aeronautică” cu spade, clasa Crucea de aur (16 februarie 1944)[1]
- Ordinul „Virtutea Aeronautică” cu spade, clasa Crucea de aur cu o baretă (16 februarie 1944)[2]